# Mon mec à moi
Singles de Patricia Kaas
D'Allemagne
(1988) Elle voulait jouer cabaret
(1989)
Mon mec à moi est une chanson de Patricia Kaas enregistrée en 1988. Il s'agit du troisième single de son premier album studio Mademoiselle chante..., dans lequel il est en première piste et du quatrième single de Patricia Kaas. C'est également son premier hit à entrer au top 5 en France et sa meilleure position dans les charts français.

## La chanson
Après le succès de Mademoiselle chante le blues et D'Allemagne, sortis avant l'album Mademoiselle chante..., Mon mec à moi est le premier single de l'album à proprement parler. Le texte a été écrit par Didier Barbelivien, la musique par François Bernheim. La narratrice de la chanson raconte sa relation avec un homme qui lui ment et qu'elle croit par amour.
Mon mec à moi est devenu « un réel succès populaire » au cours des années.
La chanson faisait partie des tournées de 1991, 1994 et 1998, elle est donc incluse dans les albums live Carnets de scène, Tour de charme et Rendez-vous.

## Performance
En France, le single entre à la 28e place du top le 3 décembre 1988, et atteint la 5e place durant sa dixième semaine. Il restera classé dans le top 10 pendant quatre semaines consécutives.
Le single a été certifié disque d'argent pour plus de 200 000 ventes.